# Wassernebel-Löschanlage
Wassernebel-Löschanlagen (auch Nebellöschanlage genannt) sind aus baurechtlicher Sicht meist automatische Löschanlagen, die aufgrund ihrer Düsenbauart das Löschwasser als sehr kleine Tropfen mit ca. 10 bis 1000 µm Durchmesser auswerfen, um einen Brand mit wenig Wasser effizient zu bekämpfen. Sie dienen der Beherrschung von Entstehungsbränden und der Ermöglichung wirksamer Löscharbeiten. Allgemein definiert sind Wassernebel-Löschanlagen meist automatische Anlagen zur Brandbekämpfung, zum Löschen von Bränden, zur Rauchfreihaltung oder zur Bauteilkühlung.
Selbst zur hygienischen Reinigung z. B. von Schlachtbetrieben werden Wassernebelanlagen benutzt. Der Begriff Wassernebel-Löschanlage ist dann jedoch nicht mehr zutreffend.

## Definitionen bzw. Begriffe

### Brandbekämpfungs- oder Feuerlöschanlage
Eine „Löschanlage“ ist eine ständig betriebsbereite technische Anlage, die einen Brand mit einem Löschmittel eindämmt.
Stationäre (ortsfeste) „Löschanlagen“ bestehen häufig aus einem Rohrleitungssystem mit geeigneten Löschwasser-Auswurfvorrichtungen z. B. Sprinklerköpfen oder Löschdüsen, die im Einsatzfall das Löschmittel austragen. Sie werden entweder indirekt durch Brandmeldeanlagen oder direkt durch Branderkennungs- und Auslöseelemente wie z. B. Glasfässchen oder Schmelzlot ausgelöst. Die Anlagen sollen einen Brand selbsttätig so lange kontrollieren, bis die Feuerwehr eintrifft, um ihn zu löschen. Deshalb ist der umgangssprachliche Begriff „Löschanlage“ eher irreführend und wird in der Literatur deshalb oft mit den Begriffen Brandbekämpfungs- oder Feuerlöschanlage ersetzt.
Mobile Anlagen gibt es als Wechselauflieger oder als Container für Feuerwehrfahrzeuge, die je nach Einsatzfall auf dem Trägerfahrzeug zum Einsatzort kommen. Beispiele hierfür sind mobile Kohlendioxid-, Pulver- und Wassernebel-Löschanlagen.

### Begriffe für stationäre Wasserlöschanlagen
(Weitere Anlagen z. B. mit Schaum als Löschmittel werden hier nicht betrachtet.) Um die begrifflichen und damit auch die technischen Unterschiede und Feinheiten herauszufinden, bedarf es eines bzw. mehrerer tiefer Blicke in die Europäischen Normen, die in Deutschland  (DIN EN), in Österreich (ÖNORM EN) und in der Schweiz (SN EN) gelten.
Zu finden sind drei wesentliche Arten von Wasserlöschanlagen:
- die Sprinkleranlage, aktuell geregelt durch EN 12845 Automatische Sprinkleranlagen[2]
- die Sprühwasserlöschanlage, aktuell geregelt durch CEN/TS 14816 Sprühwasserlöschanlagen[3] und
- die Wassernebel-Löschanlage, aktuell geregelt durch EN 14972 Wassernebelsysteme (früher Feinsprüh-Löschanlagen)[4]

In allen drei Anlagentypen können sowohl offene als auch geschlossene (automatische) Sprinklerköpfe bzw. Sprühdüsen verwendet werden.
| Anlagenart                             | Sprachgebrauch                          | EN            | VdS          |
| -------------------------------------- | --------------------------------------- | ------------- | ------------ |
| Sprinkleranlage                        | Sprinkleranlage                         | EN 12845      | VdS CEA 4001 |
| Sprühwasser-Löschanlage                | Sprühwasser-Löschanlage                 | CEN/TS 148167 | VdS 2109     |
| Wassernebel-Löschanlage                |                                         | EN 14972      |              |
| - Niederdruck, mit automatischen Düsen | Niederdruck-Wassernebel-Sprinkleranlage | EN 14972      | VdS CEA 4001 |
| - Niederdruck, mit offenen Düsen       | Niederdruck-Wassernebel-Löschanlage     | EN 14972      | VdS 2109     |
| - Hochdruck, mit automatischen Düsen   | Hochdruck-Wassernebel-Sprinkleranlage   | EN 14972      | VdS 3188     |
| - Hochdruck, mit offenen Düsen         | Hochdruck-Wassernebel-Löschanlage       | EN 14972      | VdS 3188     |

Da in Bauvorhaben oft auch Versicherungen Anforderungen an Wasserlöschanlagen stellen, sind die Richtlinien der VdS Schadenverhütung GmbH für sie, sowie für viele Planer und Fachplaner in Deutschland anerkannte Regeln der Technik. Anhand der VdS-Richtlinien lassen sich drei Arten von Wasserlöschanlagen erkennen:
- die Sprinkleranlage, aktuelle Richtlinie VdS CEA 4001[5]
- die Sprühwasser-Löschanlage, aktuelle Richtlinie VdS 2109[6]
- die Wassernebel-Löschanlage und Wassernebel-Sprinkleranlage, aktuelle Richtlinie VdS 3188 (hier: Hochdruck-Systeme)[7]

Im Gegensatz zur EN 14972 findet die VdS 3188 ausschließlich für Hochdruck-Systeme Anwendung. Die Niederdruck-Systeme von Wassernebel-Löschanlagen bzw. Wassernebel-Sprinkleranlagen sind wiederum in VdS 2109 bzw. VdS CEA 4001 erfasst.
Wassernebel-Löschanlagen lassen sich demnach wie folgt untergliedern:
- im Niederdruckbereich und mit automatischen Düsen sind sie technisch in VdS CEA 4001 geregelt; im Sprachgebrauch „Niederdruck-Wassernebel-Sprinkleranlage“ genannt.
- im Niederdruckbereich und mit offenen Düsen sind sie technisch in VdS 2109 geregelt; im Sprachgebrauch „Niederdruck-Wassernebel-Löschanlage“ genannt.
- im Hochdruckbereich und mit automatischen Düsen sind sie technisch in VdS 3188 geregelt; im Sprachgebrauch „Hochdruck-Wassernebel-Sprinkleranlage“ genannt.
- im Hochdruckbereich und mit offenen Düsen sind sie technisch in VdS 3188 geregelt; im Sprachgebrauch „Hochdruck-Wassernebel-Löschanlage“ genannt.

Die Unterschiede zwischen den Anlagentypen der Wassernebel-Systeme liegen im Wesentlichen in der Verwendung von automatischen (geschlossenen) Düsen (Wassernebel-Sprinkleranlage) oder offenen Düsen (Wassernebel-Löschanlage) und im Druck, mit dem das Wasser durch das System gepumpt wird. Anlagen mit automatischen Düsen bzw. Sprinklern reagieren auf Temperaturen, das Leitungsnetz ist meist dauerhaft mit Wasser gefüllt. Anlagen mit offenen Düsen werden dagegen durch eine Brandmeldeanlage angesteuert, weil hier das Leitungsnetz immer trocken ist. Aussagen zum Druck sind in der VdS 3188 zu finden:
- Betriebsdruck ≤16 bar (Niederdruck) und
- Betriebsdruck >16 bar (Hochdruck).

Durch den hohen Druck ergibt sich ein noch feinerer Nebel als bei den Niederdruck-Systemen.

## Geschichte
In den 1930er Jahren wurde Wassernebel erstmals patentiert. Am 26. Juni 1928 beantragte Benigne Pierre Marie Le Gouz de Saint-Seine in Paris sein Patent zum „Löschen von Schornsteinbränden“ durch Einspritzen eines Wassernebels unterhalb der Brandstelle. Er beschreibt in seinem Patent wie die Wassertröpfchen, im Gegensatz zu Wassertropfen aus einer Brause (Sprinkler), durch den im Schornsteinschacht aufsteigenden Luftzug mitgerissen werden. So gelangen die Wassertröpfchen direkt an die Brandstelle, um hier größtenteils zu verdampfen und das Feuer zu ersticken (Inertisierungseffekt am Brandherd). Auch denkbare Wasserzusätze und die damaligen Möglichkeiten, Druck im Wasservorratsbehälter zu erzeugen, werden aufgezählt. Dazu sollte verdichtetes Gas, Kohlensäure oder mit einer mechanischen Pumpe erzeugte Druckluft verwendet werden (genau wie heute). Es scheint das älteste Patent der Wassernebel-Löschtechnik zu sein.
Das zentrale Wissenschaftsinstitut für Brandbekämpfung der ehemaligen UdSSR untersuchte in den 1950er Jahren die Eignung von Wassernebellöschanlagen und 1961 veröffentlichte der Tschechoslowakische Brandschutzverband eine Broschüre über Versuche mit neuen Wassernebel-Löschgeräten. Bei diesen Versuchen wurde auch die Löschwirkung von Nebel bei Flüssigkeitsbränden untersucht. Dabei wurden in runden Stahlwannen, mit einem Durchmesser von drei Metern brennbare Flüssigkeiten wie Mineralöl, Benzin, weitere hochbrennbare und auch explosive Flüssigkeiten eingefüllt, entzündet und mit Wassernebel gelöscht. Die Versuche des damaligen n.p. THZ (tschechoslowakischer Staatsbetrieb für Industrie-Lösch-Anlagen) bestätigten, dass Nebel beim Löschen von Flüssigkeitsbränden sehr wirkungsvoll sein kann. In den 1980er Jahren wurden im n.p. Karosa (Nachfolgebetrieb von n.p. THZ) stationäre Wassernebel-Löschanlagen für Kabelkanäle entwickelt. Die Wirkung und Effizienz der Wassernebel-Löschanlagen (weiter nur noch WNLA) wurde ebenfalls erfolgreich mit einem Brandversuch bewiesen. In der DDR wurde eine Norm zu einer sogenannten Sprühwasser-Löschanlage für Hochregallager herausgegeben, die TGL 32457. Darin wird der Nenndruck mit 16 bar angegeben und ein Tropfendurchmesser kleiner als 1 mm gefordert. Es handelt sich also um eine Niederdruck-Wassernebel-Löschanlage.
In den 1990er Jahren entwickelte die Firma Total Walther aus Köln eigene WNLA. Total Walther beantragte am 16. Dezember 1994 ein europäisches Patent über eine Sprühdüse zur Erzeugung von Sprühnebeln im Niederdruckverfahren, das am 13. September 1995 veröffentlicht wurde. Es folgten zahlreiche weitere Patente für WNLA und ihre Komponenten.
Im maritimen Bereich kam es schon etwas früher zur europaweiten Verbreitung von Wassernebel-Löschanlagen. Dies geschah in den 1980er Jahren zuerst auf See, weil man beim Löschen mit Nebel deutlich weniger Löschwasser benötigt, das bei Schiffen mitgeführt werden muss. Aufgrund ihrer Vorteile bei bestimmten Anwendungen, fand ab ca. der Jahrtausendwende die Verbreitung der Nebellöschtechnik auch an Land statt. Bedeutend für die Verbreitung von WNLA waren auch die Verbote von Halonen, da sich Wassernebel, der sauber und ökologisch unbedenklich ist, als ein geeigneter Ersatz erwies.

## Aufbau
Prinzipiell ist eine Wassernebel-Löschanlage ähnlich wie eine Sprinkleranlage aufgebaut. Sie hat Vorrichtungen zur Branddetektion (bei offenen Systemen auch eine Brandmeldeanlage), Wasserauswurfvorrichtungen, ein Rohrleitungsnetz, eine Alarmventilstation, eine Pumpe und einen Löschwasservorratsbehälter. Wie bei anderen Anlagen werden hier nur zugelassene und geprüfte Bauteile verwendet, sodass ein Ausfall des Systems auf das Mindestmaß gesenkt werden kann. Der signifikanteste Unterschied liegt darin, dass eine Wassernebel-Löschanlage im Vergleich zu einer herkömmlichen Sprinkleranlage wesentlich weniger Wasser benötigt und somit die Dimensionierung der einzelnen Bauteile geringer ausfällt. Dafür wird eine sorgfältige Filtration des Löschwassers benötigt, damit die feinen Wassernebel-Düsen nicht verstopfen.

## Wirkungsweise
Eine Wassernebel-Löschanlage kann bei bestimmten Anwendungen mit weniger Wasser eine gleich gute oder eine bessere Löschwirkung als eine herkömmliche Sprinkleranlage erzielen. Dies ist aufgrund der speziell dafür hergestellten Düsen und des meist höheren Betriebsdrucks der Anlage möglich. Die Düsen ermöglichen es, Tropfengrößen von 10 bis 1000 µm herzustellen. (Natürliche Tropfen wie z. B. Regentropfen haben einen Durchmesser von 2000 bis 3000 µm.) Bei der Wassernebel-Technik kommt es aufgrund der verringerten Tropfengröße im Vergleich zur Sprinkleranlage (Tropfengröße zwischen 1500 und 5000 µm) zu einer vergrößerten Reaktionsoberfläche des eingebrachten Löschwassers. So wird dem Feuer schneller Energie entzogen und der Kühleffekt des Löschwassers wird optimiert. Zudem kann Nebel aufgrund der Größe der Wassertröpfchen schneller verdampfen. Dabei kann er durch die ca. 1700-fache Volumenvergrößerung Sauerstoff verdrängen. So kommt zusätzlich zur besseren Kühlung auch noch ein Inertisierungseffekt am Brandherd hinzu. Das Löschen wird weiter dadurch begünstigt, dass der Nebel in Abhängigkeit von der Tropfengröße schweben kann und somit aufgrund der thermischen Dynamik am Feuer mit der nachströmenden Luft ins Feuer gesogen wird. Normal große Wassertropfen hingegen können „nur“ auf die Flamme fallen. Die charakteristische Größe für die Geschwindigkeit der Dampfentwicklung aus einer Flüssigkeit ist der Verdampfungskoeffizient K [cm/s·mmHg]. Dieser Verdampfungskoeffizient verdeutlicht die Rolle der Oberflächenbeschaffenheit des Wassers: je mehr Oberfläche reagieren kann, umso schneller verdampft das Wasser und umso mehr Energie wird pro Zeitspanne verbraucht. Hierbei zeigt auch der Wärmestrom, der in Abhängigkeit vom Tropfendurchmesser in einer Sekunde pro Liter Wasser mal Kelvin aufgenommen wird, deutlich, dass kleine Tropfen mehr Energie aufnehmen können. Als Richtwert lässt sich aus verschiedenen Literaturstellen entnehmen, dass ein Tropfendurchmesser von d=100 µm circa 12 W/(l·K) aufnehmen kann, wohingegen ein Tropfendurchmesser von d=500 µm nur etwa 1 W/(l·K) aufnehmen kann.

## Vor- und Nachteile
Im direkten Vergleich zu Sprinkleranlagen haben Wassernebel-Löschanlagen mehrere offensichtliche Vorteile. Der wohl augenfälligste ist der geringere Löschwasserverbrauch. Damit geht eine wesentlich geringere Löschwasserbevorratung einher, die als Nebeneffekt mehr Nutzfläche für den Nutzer bedeuten kann. Aufgrund von bisher gebauten Systemen kann man teilweise von einer bis zu 80 % geringeren Löschwasserbevorratung und einem niedrigeren Verbrauch sprechen. Im direkten Zusammenhang steht der geringere Aufwand zur Löschwasserrückhaltung, da weniger kontaminiertes Löschwasser entsteht. Die Löschschäden am Gebäude werden dadurch ebenfalls verringert. Die geringere Wassermenge ermöglichen es auch, die Anlagenteile kleiner zu dimensionieren und damit auch die Montage zu vereinfachen. Das bei Hochdrucksystemen immer verwendete Edelstahl für Rohre, Verschraubungen und meist auch für den Vorratsbehälter ist sehr langlebig und verringert die Unterhaltungskosten. Auch das Anpassen oder Ergänzen der Rohrsysteme von Wassernebel-Löschanlagen im Bestand ist meist günstiger, weil kleinere Rohrleitungen im Gebäude verlegt werden können. Im Vergleich zu Löschanlagen, die Halone zum Löschen verwendeten (mittlerweile verboten), ist Wasser sauber und ökologisch unbedenklich.
Im direkten Vergleich zu Sprinkleranlagen haben Wassernebel-Löschanlagen mehrere Nachteile. Aufgrund des hohen Drucks bei Hochdruckanlagen werden die dünnen Rohre und Verschraubungen aus Edelstahl gefertigt. Auch die Düsen und Köpfe sind sowohl bei Niederdruck- als auch bei Hochdruckanlagen aufwendig gefertigte Präzisionsbauteile und somit in der Anschaffung und Ersatz meist kostspielig. Im Vergleich zum Sprinkler muss für eine Reinhaltung des Löschwassers Sorge getragen werden, weshalb immer eine Löschwasser-Filtration benötigt wird, um die Rohre oder die Düsen nicht zu verstopfen. Auch die Vorratsbehälter werden wegen der benötigten Reinhaltung meist aus Edelstahl oder zumindest aus Kunststoff gefertigt. Ein weiterer „Nachteil“ im Vergleich zu Sprinkleranlagen ist die notwendige Planung mit genauer Dimensionierung durch Experten, da der Wassernebel nur effizient seien kann, wenn die Tropfengröße und die Durchflussmenge bzw. der K-Wert der Düsen- (Köpfe) exakt auf die Brandlast ausgelegt ist.

## Einsatzbereiche
Schiffe, Hotels, Krankenhäuser, Versammlungsstätten, Veranstaltungsstätten, Tiefgaragen / Parkhäuser, Bürohäuser / Verwaltungsgebäude, Kirchen / Museen / Archive / denkmalgeschützte Gebäude und Bereiche, Kraftwerke / Turbinen / Generatoren / innenliegende Transformatoren / Kabelkanäle und-schächte, Hochregallager / Lagerhallen / Lagerräume, Fertigungshallen in der Industrie, Wasserschleier-Anlagen, Kabeltrassen / Förderbänder

## Normen und Richtlinien

### Deutsche Normen und Richtlinien
Spezielles:
- DIN EN 14972 – Ortsfeste Brandbekämpfungsanlagen – Wassernebel-Löschanlagen – Planung, Einbau, Inspektion und Wartung.
- DIN CEN/TS 14816 – Ortsfeste Brandbekämpfungsanlagen – Sprühwasserlöschanlagen – Planung, Einbau und Wartung
- VdS 3188 (Schadenverhütung GmbH) – Wassernebel-Sprinkleranlagen und Wassernebel-Löschanlagen (Hochdruck-Systeme)
- VdS 2109 (Schadenverhütung GmbH) – Sprühwasser-Löschanlagen – Planung und Einbau

Allgemeines:
- DIN EN 12845 – Ortsfeste Brandbekämpfungsanlagen – Automatische Sprinkleranlagen – Planung, Installation und Instandhaltung
- VdS 2496 (Schadenverhütung GmbH) – Ansteuerung von Feuerlöschanlagen – Planung und Einbau
- VdS CEA 4001 (Schadenverhütung GmbH) Richtlinie für Sprinkleranlagen – Planung und Einbau
- VdS 2212 (Schadenverhütung GmbH) – Betriebsbuch für Wasserlöschanlagen

### Internationale Normen und Richtlinien
- FM Global (Factory Mutual) 5560 – American National Standard for Water Mist Systems
- FM Global (Factory Mutual) Data Sheet 4-2 – Water Mist Systems
- NFPA (national fire protection association) 750 – Standard on Water Mist Fire Protection Systems.
- IMO (international maritime organization) SOLAS 1974 – Chapter II–2 – Construction – Fire protection, fire detection and fire extinction.
- IMO (international maritime organization) MSC 1165 – Revised Guidelines for the approval of equivalent water-based-fire-extinguishing systems for machinery spaces and cargo pump-rooms.
- IMO (international maritime organization) A.800 – Revised Guidelines for the approval of sprinkler systems equivalent tot hat referred to in SOLAS regulation II-2/12.
- British Standard BS 8489-1:2016 – BS 8489-1:2016 – Fixed fire protection systems. Industrial and commercial watermist systems. Code of practice for design and installation.